# Henri Suquet
Pour les articles homonymes, voir Suquet.
Œuvres principales
- Ciel de cuivre (La Guerre des forces)

Henri Émile Gabriel Suquet, né à Langres le 20 octobre 1902 et mort le 22 janvier 1980 à Neuilly-sur-Seine, est un ingénieur des travaux publics et un écrivain français de littérature d'enfance et de jeunesse. Il est l'auteur d'une vingtaine de romans qui se rattachent pour certains au roman policier ou à la science-fiction. Il a également écrit des nouvelles publiées dans des revues comme Lisette, Pierrot, ou Cœurs vaillants. Parmi ses passions figurent le scoutisme et le radioamateurisme.
Il est le fils de Louis Suquet, ingénieur lui aussi, qui a participé à la construction des premières lignes du métro parisien. C'est parce qu'il aimait raconter des histoires, qu'il demanda à un écrivain professionnel, Charles-André Dumas, de lui enseigner quelques techniques de rédaction et qu'il devint écrivain. 

## Œuvres
(liste non exhaustive)

### Romans
- On va faire sauter Paris, suivi de On a perdu un métro, ill. de Jobbé-Duval, Paris, Boivin, 1935
- La Maison sous les eaux, Paris, Éd. des Loisirs, 1939
- Le Mystère du Tour de France, Paris, Éd. des Loisirs, coll. « Loisirs aventure », 1939
- Panique sur le monde, la guerre des forces, ill. de Sven, Toulouse, Éd. du Clocher, coll. « Pour la jeunesse » no 20, 1939
- Les Quatre du Grand Crassier, Toulouse, Éd. du Clocher, coll. « tricolore », no 1, 1940
- La Ferme des Quatre vents, Toulouse, Éd. du Clocher, coll. « tricolore », no 7, 1940
- L'Île à pédales, Paris, Éd. A.B.C., coll. « Héros d'aventures », 1941
- La main qui saisit, ill. de Georges Marjollin, Paris, Éd. de Montsouris, coll. « Pierrot », no 3, 1942
- Ploum et Ploc, mousses détectives, ill. de Georges Marjollin, Paris, Éd. de Montsouris, coll. « Pierrot », no 7, 1942
- L'Énigme de la rame 34, ill. de Sven, Toulouse, Éd. du Clocher, coll. « Pour la jeunesse », no 32, 1943
- Le Rayon du sommeil, ill. de Georges Marjollin, Paris, Éd. de Montsouris, coll. « Pierrot », no 14, 1943
- S.O.S. Ici, Paris !, ill. de Sven, Toulouse, Éd. du Clocher, coll. « Pour la jeunesse », no 25, 1944
- Dans la roue du moulin, ill. de Souriau, Paris, Éd. de Montsouris, coll. « Pierrot », no 21, 1944
- Les Trois triangles d'émail, ill. de Alag,  Paris, Éd. de Montsouris, coll. « Pierrot », no 24, 1944
- Le Canoë mystère, ill. de Ruddy, Toulouse, Éd. du Clocher, coll. « Pour la jeunesse », no 35, 1945
- Onze et une, ill. de Marjollin, Paris, Éd. de Montsouris, coll. « Lisette » no 26, 1945
- Erreur d'aiguillage, ill. de D. Chantereau, Paris, Édition sociale française, coll. « Les Romans des jeunes », 1945
- S.O.S. pétrolier P. 27, ill. de Le Monnier, Paris, Éd. de Montsouris, coll. « Pierrot », no 28, 1946
- On a volé le 2 de la rue, ill. de André Galland, Paris, Éd. de Marly, 1947
- La Misère du vent tournant, ill. de J. Lebault, Paris, Éd. de Montsouris, coll. « Lisette » no 44, 1947
- Ciel de cuivre, iIl. de Cyril, Paris, Éd. Alsatia, coll. « Signe de piste », 1949
- La Perle noire de Ceylan, ill. de Sven, Toulouse, Éd. du Clocher, coll. « Romans missionnaires », 1949
- La Maison du vent, ill. de M. de La Pintière, Paris, Éd. Fleurus, coll. « Jean-François », 1954
- La Maison sous les eaux, ill. de Manon Iessel, Paris, Éd. Fleurus, coll. « Monique », 1954
- Le Secret du diamant, ill. de Pierre Joubert, Paris, Éd. Fleurus, coll. « Monique », 1954
- On a volé le diadème, Verviers, Marabout, coll. « Marabout junior » no 44, 1955

Plusieurs de ces romans sont des nouvelles versions  d'une œuvre antérieure sous un titre différent.